# Džurovo
Džurovo (cyr. Џурово) – wieś w Serbii, w okręgu zlatiborskim, w gminie Prijepolje. W 2011 roku liczyła 89 mieszkańców.